# Desa Hegarmanah (administrativ by i Indonesien, Jawa Barat, lat -6,31, long 107,20)
Desa Hegarmanah är en administrativ by i Indonesien.   Den ligger i provinsen Jawa Barat, i den västra delen av landet, 40 km öster om huvudstaden Jakarta.